# Rabie Werghemmi
Rabie Werghemmi, né le 9 décembre 1988 à Sfax, est un footballeur tunisien. Il évolue au poste de défenseur central.

## Clubs
- 2009-2012 : Club sportif sfaxien ( Tunisie)
- 2012-201.. : Étoile sportive de Béni Khalled ( Tunisie)

## Palmarès
- Coupe de la CAF (0) :
  - Finaliste : 2010

- Coupe nord-africaine des vainqueurs de coupe (1) :
  - Vainqueur : 2009
- Coupe de Tunisie de football (1) :
  - Vainqueur : 2009
  - Finaliste : 2010